# Нам Док У
Нам Док У (кор. 남덕우, 南悳祐, Namdeoku, Namdŏku; 22 квітня 1924 — 18 травня 2013) — корейський державний і політичний діяч, чотирнадцятий прем'єр-міністр Республіки Корея.

## Біографія
1950 року закінчив Університет Кунмін, здобувши ступінь бакалавра в галузі політичних наук. Працював у Банку Кореї. 1956 року отримав диплом магістра економіки Сеульського національного університету. 1961 року став доктором економічних наук Університету штату Оклахома. Був професором економіки Університету Соган, перш ніж почати активну політичну діяльність.
Від 1969 до 1974 року очолював міністерство фінансів Південної Кореї. Вважається центральною постаттю «корейського економічного дива». В 1974—1978 роках — заступник прем'єр-міністра з питань економіки та розвитку промисловості. Від 1980 до 1982 року очолював Уряд Республіки Корея.
Після виходу у відставку був головою Корейської міжнародної торгової асоціації. В 1983—1985 роках займав пост голови Ради Тихоокеанського економічного співробітництва.
2007 року був радником кандидата в президенти Пак Кин Хє, яка, попри свою поразку, зуміла 2013 року все ж виграти президентські вибори.